# Hygrochroa signata
Hygrochroa signata är en fjärilsart som beskrevs av Druce 1904. Hygrochroa signata ingår i släktet Hygrochroa och familjen silkesspinnare. Inga underarter finns listade i Catalogue of Life.